# Ladislaus Károlyi
Ladislaus Graf Károlyi (26 de febrero de 1824 - 23 de junio de 1852, en Trieste, Imperio Austriaco) fue un húngaro, oficial de la marina imperial austriaca. 

## Biografía
Ladislaus Károlyi provenía de una antigua familia noble húngara, era bisnieto del famoso Feldzeugmeisters Anton Graf Antal Károlyi. En 1841 se unió a la marina como cadete y completó su formación científica para el servicio marítimo. 
Permaneció en la marina y avanzó hasta llegar al rango de capitán. Para prepararse mejor en el servicio naval, solicitó continuar su formación en la armada inglesa. Realizó su servicio en los barcos "Karisford" y "Colingwood". Con estos hizo una circunnavegación al mundo y regresó en el año 1848 en tiempos de la revolución. Poco después, recibió el mando de la fragata "Bellona". Con esta nave participó en el asedio de Venecia y el bombardeo de Ancona. Por sus servicios recibió la orden de Leopoldo. Después de la caída de Venecia, tomó el mando de la corbeta "Karolina" con la cual viajó a Inglaterra, Dinamarca y Rusia. En 1851 estuvo al mando del buque "SMS Novara" y emprendió en compañía del Archiduque Maximiliano un viaje por el Mediterráneo. En 1851, poco antes de su prematura muerte, participó en ejercicios en el Adriático como comandante de la "Novara".